# ديفيد مورتون
ديفيد مورتون (بالإنجليزية: David Morton)‏ هو شاعر أمريكي، ولد في 21 فبراير 1886، وتوفي في 13 يونيو 1957.